# 스기모토 마사오
스기모토 마사오(일본어: 杉本 雅央, 1967년 6월 26일 ~ )는 일본의 전 축구 선수이다.

## 구단 경력
1990년 일본 사커 리그의 야마하 발동기에 입단했다. 1993년 J1리그의 시미즈 에스펄스로 이적했다. 1993년에 J리그컵 준우승, 1996년에 J리그컵 우승을 차지했다. 1996년후 현역 은퇴.